# Fantasyland

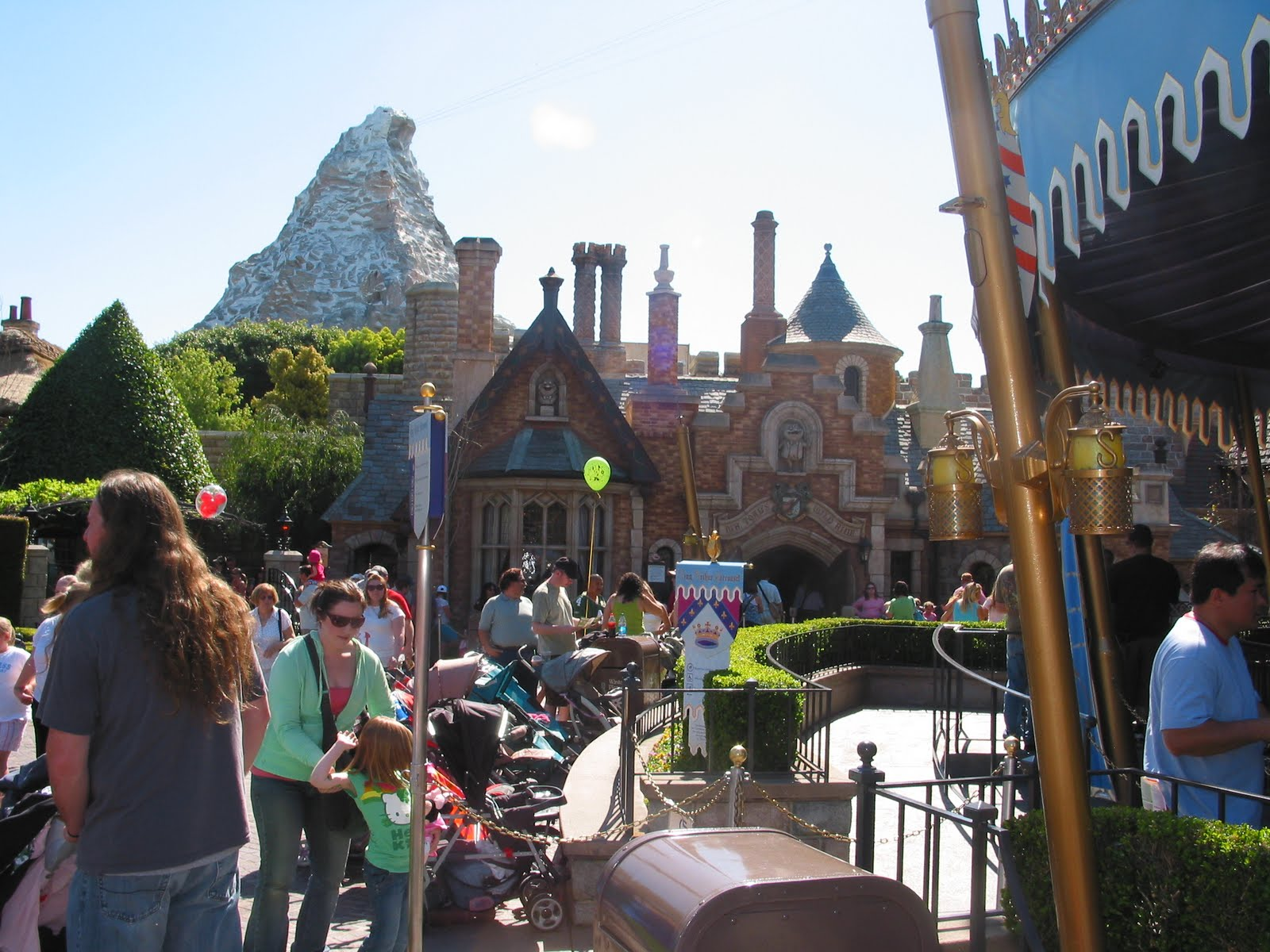
Fantasyland da Disneyland em 2016

A Fantasyland é uma das "terras temáticas" em todos os parques no estilo da Disneyland administrados pela The Walt Disney Company em todo o mundo. Ela tem como tema os longas-metragens de contos de fadas animados da Disney. Cada Fantasyland tem um castelo, além de vários passeios suaves com o tema desses filmes de animação da Disney.

## Disneyland

### História e arredores
Aqui está uma terra de imaginação, esperanças e sonhos. Nessa terra atemporal de encantamento, a era do cavalheirismo, da magia e do faz-de-conta renasce e os contos de fadas se tornam realidade. A Fantasyland é dedicada aos jovens e aos jovens de coração, àqueles que acreditam que quando você deseja uma estrela, seus sonhos se tornam realidade.

A Fantasyland é uma das terras temáticas originais da Disneyland. A Fantasyland apresenta o Castelo da Bela Adormecida em sua entrada principal, que também é o ícone do parque, e um pátio central dominado pelo King Arthur Carrousel, em frente ao qual há uma espada em uma bigorna; várias vezes por dia, um Merlin fantasiado ajuda uma criança a puxar a espada. A entrada também contém uma atração separada que foi inaugurada em 1957, mas ficou fechada de 2001 a 2008 devido a preocupações com a segurança após os ataques de 11 de setembro. A atração foi reaberta em maio de 2008.
O famoso show de fogos de artifício "Fantasy in the Sky" foi apresentado em 1956, mas o primeiro voo da Sininho só ocorreu em 1961. A primeira Sininho foi Tiny Kline, uma ex-aeromoça de circo. Vários shows substituíram esse, a maioria envolvendo algum tipo de personagem “voador”, como a Sininho.
Em 1983, a Fantasyland recebeu uma grande reforma (apelidada de "New Fantasyland") e as fachadas da atração mudaram de um motivo renascentista para uma fantasia de uma vila bávara, semelhante ao cenário europeu de muitos dos contos de fadas adaptados por Walt. A área foi ampliada para permitir mais espaço entre as atrações. As atrações existentes receberam pequenas, mas úteis, atualizações; novas atrações foram adicionadas; e apenas um pequeno número de atrações menos populares foi removido. Para comemorar a abertura da Nova Fantasyland, a ponte levadiça do Castelo da Bela Adormecida foi baixada pela segunda vez (a primeira foi a abertura do parque em 1955).
A placa em frente ao castelo marca o local onde a Cápsula do Tempo da Disneyland está enterrada. Lacrada no 40º aniversário do parque (1995), ela contém diferentes itens da história dos parques da Disney. Sua inauguração está programada para o ano de 2035, quarenta anos após ter sido lacrada pela primeira vez.
Walt Disney dizia que a Fantasyland era sua área favorita no parque. Ele disse: "Que jovem não sonhou em voar com Peter Pan sobre Londres enluarada ou cair no absurdo País das Maravilhas de Alice? No Fantasyland, essas histórias clássicas da juventude de todos se tornaram realidades das quais os jovens - de todas as idades - podem participar".

### Atrações e entretenimento
- Alice in Wonderland (1958–presente)
- Casey Jr. Circus Train (1955–presente)
- Dumbo the Flying Elephant (1955–presente)
- It's a Small World (1966–presente)
- Fantasy Faire
  - Royal Hall
  - Royal Theatre
  - Clopin's Music Box
- Fantasyland Theatre
  - Pixar Pals Playtime Party (2024) (Aberto em 2025)
  - Holiday Fun with Santa and Friends (2024–presente; temporário)
- King Arthur Carrousel/The Sword In The Stone (1955–presente)
- Mad Tea Party (1955–presente)
- Matterhorn Bobsleds (1959–presente)
- Mr. Toad's Wild Ride (1955–presente)
- Peter Pan's Flight (1955–presente)
- Pinocchio's Daring Journey (1983–presente)
- Pixie Hollow (2008–presente)
- Sleeping Beauty Castle walk-through (1957–2001, 2008–presente)
- Snow White Grotto (1961–presente)
- Snow White's Enchanted Wish (2021–presente)
- Storybook Land Canal Boats (1955–presente)
- The Pearly Band (Desde a década de 1960)

### Antigas atrações e entretenimento
- Snow White and Her Adventures (1955–82)
- Canal Boats of the World (1955)
- Mickey Mouse Club Circus (1955–56)
- Mickey Mouse Club Theater (1955–82, substituído Pinocchio's Daring Journey)
- Keller's Jungle Killers (1956)
- Skyway to Tomorrowland (1956–94)
- Motor Boat Cruise (1957–93)
- Midget Autopia (1957–66)
- Fantasyland Autopia (1959–99)
- Skull Rock (1960–82)
- Snow White's Scary Adventures (1983–2020)
- Videopolis (1985–2006)
- Fantasyland Depot (1961–93, retematizado como Toon Town Depot)
- Disney Afternoon Avenue, com os personagens do Disney Afternoon (1991):
  - Baloo's Dressing Room
  - Motor Boat Cruise para Gummi Glen
  - Rescue Rangers Raceway
- Ariel's Grotto em Triton's Garden (1996–2008, substituído por Pixie Hollow)
- Fantasyland Theater:
  - "Plane Crazy" Stage Show (1991–2012)
  - Beauty and the Beast Live on Stage (1992–95)
  - The Spirit of Pocahontas (1995–97)
  - Disney's Animazement – The Musical (1998–2001)
  - Minnie's Christmas Party (2001–02)
  - Mickey's Detective School (2002–03)
  - Snow White: An Enchanting Musical (2004–05)
  - Disney Princess Fantasy Faire (2006–12)
  - Mickey and the Magical Map (2013–20)
  - Tale of the Lion King[6](2022–24)
  - Pixar Pals Playtime Party (2024)
- Fantasia Gardens (1993–2006)
- Royal Theatre
  - "Frozen" (2015–16)

### Restaurantes e lanchonetes
- Edelweiss Snacks
- Maurice's Treats
- Red Rose Taverne
- Troubadour Tavern

### Antigos restaurantes e lanchonetes
- Character Foods (1955–81)
- Chicken of the Sea Pirate Ship/Captain Hook's Galley (1955–82, substituídos por Dumbo the Flying Elephant)
- Welch's Grape Juice Stand (1956–81)
- Yumz (1985–2004)
- Enchanted Cottage Sweets & Treats (2004–2012)
- Village Haus Restaurant (1983–2017)

### Lojas
- Bibbidi Bobbidi Boutique
- The Castle Holiday Shop
- Stromboli's Cart
- Royal Reception
- Fairy Tale Treasures
- "It's a Small World" Toy Shop
- Le Petit Chalet
- The Mad Hatter

### Antigas lojas
- Merlin's Magic Shop (1955–83)
- Tinker Bell Toy Shoppe (1957–2008)
- Castle Candy Kitchen/Shoppe (1958–67)
- Arts & Crafts Shop (1958–82)
- Clock Shop (1963–69)
- Castle Arts (1983–87)
- Mickey's Christmas Chalet (1983–87)
- Geppetto's Arts & Crafts (1983–2007)
- Briar Rose Cottage (1987–91)
- Castle Christmas Shop (1987–96)
- Disney Villains (1991–1996)
- The Castle Heraldry Shoppe (1994–2017)
- Names Unraveled (1995–2005)
- Knight Shop (1997–98)
- Princess Boutique (1997–2005)
- Villains Lair (1998–2004)
- 50th Anniversary Shop (2005–06)
- Three Fairies Magic Crystals (2006–08)

## Magic Kingdom

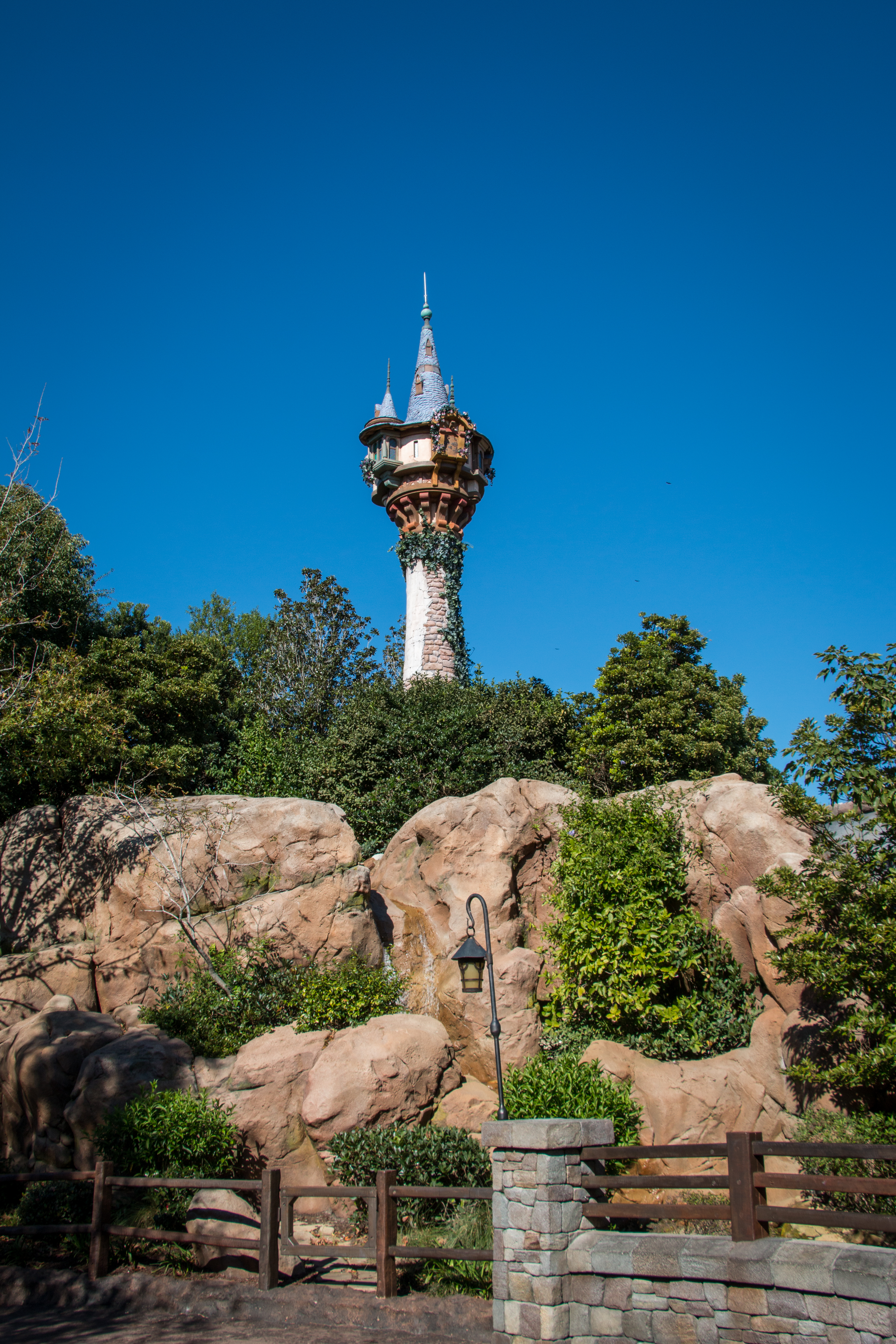
Torre da Rapunzel em 2017

### Expansão
A área passou por uma grande expansão e renovação entre 2010 e 2014.
A arte conceitual para a expansão mostra várias novas adições e mudanças, incluindo uma nova atração no escuro com o tema do filme da Disney de 1989, A Pequena Sereia (também localizado no Disney California Adventure), e uma área com o tema do filme de animação da Disney de 1991, A Bela e a Fera, com o Castelo da Fera, um novo restaurante e o chalé da Bela. Entre as duas atrações, figuras em tamanho real de Bambi e Tambor podem ser vistas brincando na floresta com o Grande Príncipe da Floresta observando-os à distância. Há também uma área de descanso com o tema do filme musical da Disney de 2010, Tangled, e uma fila interativa para o Peter Pan's Flight.
Originalmente, havia planos para uma área e atração baseadas na série de filmes As Crônicas de Nárnia como parte da expansão, mas eles foram cancelados quando o contrato da Walden Media com o espólio de C. S. Lewis expirou em 2011.
A Mickey's Toontown Fair foi fechada em 11 de fevereiro de 2011 para a construção da área Storybook Circus da extensão da Fantasyland. Alguns elementos da Mickey's Toontown Fair foram demolidos e outros foram remodelados para a nova área. O Storybook Circus é baseado em elementos do filme de animação Dumbo, de 1941, e em outros personagens do universo Mickey Mouse. A atração Dumbo the Flying Elephant foi removida da Fantasyland e reconstruída no Storybook Circus, a nova versão dobrou a capacidade da antiga atração e introduziu uma fila interativa. A atração The Barnstormer at Goofy's Wiseacre Farm foi renomeada para The Barnstormer featuring the Great Goofini. O Storybook Circus foi concluído e ficou totalmente aberto ao público em 4 de outubro de 2012. A primeira fase foi concluída em 12 de março de 2012 ("The Barnstormer", a estação de trem renovada do Storybook Circus e a primeira metade da nova atração Dumbo). A segunda fase do Storybook Circus (a segunda metade do Dumbo, a área interna da fila e a Casey Jr. Splash 'n' Soak Station) foi inaugurada em julho de 2012. A terceira e última fase (Pete's Silly Sideshow e Big Top Souvenirs) viu a conclusão do Storybook Circus em 4 de outubro de 2012.
A Snow White's Scary Adventures foi fechada em 31 de maio de 2012. A atração original foi removida e o Princess Fairytale Hall, uma nova área de "meet and greet" do Disney Princesa, foi inaugurado em 18 de setembro de 2013, onde a atração existia anteriormente. Uma área com o tema do filme da Disney de 1937, Branca de Neve e os Sete Anões, apresenta o chalé dos anões e uma nova montanha-russa chamada Seven Dwarfs Mine Train. A montanha-russa apresenta um sistema de passeio inédito com um trem de veículos de passeio que balançam para frente e para trás, respondendo às voltas e reviravoltas da pista. Embora não fizesse parte dos planos originais para a nova Fantasyland, essa atração tomou o lugar de vários meet and greets interativos da Disney Princesa propostos; eles foram removidos dos planos atualizados para a expansão. A Seven Dwarfs Mine Train foi inaugurada em 28 de maio de 2014, completando a Nova Fantasyland.
Em 2 de maio de 2024, após o anúncio, o Magic Kingdom anunciou a estreia de uma nova atração de jogo interativo, Smellephants on Parade, em que os visitantes podem encontrar 8 paquidermes em todo o Storybook Circus em uma aventura de busca e farejamento.

### Atrações e entretenimento
Observação: ▲ = Genie Plus / Lightning Lane disponível

#### Atrações

##### Castle Courtyard
- Mickey's PhilharMagic – localizado dentro do Fantasyland Theatre.  ▲
- Princess Fairytale Hall – oferece saudações diárias de personagens com as princesas da Disney. ▲
- Fairytale Garden – atualmente oferece uma saudação diária de personagens ao ar livre com Mirabel Madrigal, da Encanto.

##### Enchanted Forest
- Enchanted Tales with Belle – uma saudação interativa diária com a Bela. ▲
- Ariel's Grotto – uma saudação diária com a Ariel. ▲

##### Storybook Circus
- Casey Jr. Splash 'n' Soak Station
- Pete's Silly Sideshow – um espaço interno de saudação de personagens com Minnie, Pateta, Donald e Margarida. Com o nome do Bafo de Onça dos desenhos animados do Mickey Mouse.
- Smellephants on Parade – um novo jogo interativo em que você fareja estátuas de elefantes no Storybook Circus.

#### Passeios

##### Enchanted Forest
- The Little Mermaid: Ariel's Undersea Adventure ▲
- Seven Dwarfs Mine Train ▲
- Mad Tea Party ▲
- The Many Adventures of Winnie the Pooh ▲

##### Castle Courtyard
- It's a Small World ▲
- Peter Pan's Flight ▲
- Prince Charming Regal Carrousel – com o nome do príncipe da Cinderela.

##### Storybook Circus
- Dumbo the Flying Elephant ▲
- The Barnstormer ▲

#### Lojas de artigos

##### Castle Courtyard
- Fantasy Faire – A loja de presentes na saída do Mickey's PhiharMagic.
- Sir Mickeys – loja de presentes com o tema do segmento Mickey and the Beanstalk do filme Fun and Fancy Free, da Disney, de 1947. Os visitantes podem ser "pixie-dusted" dentro da loja.

##### Enchanted Forest
- Cottage of the Three Fairies - confeitaria com o tema da casa das fadas do filme da Disney A Bela Adormecida, de 1959.
- Hundred Acre Goods – especializada em produtos com o tema Winnie-the-Pooh.
- Bonjour Village Gifts

##### Storybook Circus
- Big Top Souvenirs – uma grande loja de presentes que inclui uma estação para bordar chapéus de orelha e uma versão menor da confeitaria.

#### Pontos de interesse

##### Castle Courtyard
- Rapunzel's Tower – uma área temática e uma réplica da Torre da Rapunzel do filme Enrolados, da Disney, de 2010.
- Bibbidi-Bobbidi-Boutique – oferece maquiagem de princesas da Disney para crianças.
- Cinderella Fountain – Fonte com tema da Cinderela localizada perto do castelo.
- Cinderella's Wishing Well – Poço dos desejos com tema da Cinderela localizado próximo ao castelo.

##### Storybook Circus
- Walt Disney World Railroad
  - Fantasyland Railroad Station

### Antigas atrações e entretenimento
- Fantasyland Theatre
  - Mickey Mouse Revue (1971–80)
  - Magic Journeys (1987–93)
  - Legend of the Lion King (1994–2002)
- 20,000 Leagues Under the Sea: Submarine Voyage (1971–94)
- Mr. Toad's Wild Ride (1971–98)
- Skyway to Tomorrowland (1971–99)
- Snow White's Adventures (1971–94)
- Snow White's Scary Adventures (1994–2012)
- Storytime with Belle (1999–2010)[18]
- Pooh's Playful Spot (2005–10)
- Dream Along with Mickey (2006–16)
- Mickey's Royal Friendship Faire (2016–20)
- Fairytale Garden
  - Merida "Meet and Greet"

### Restaurantes e lanchonetes

#### Restaurantes com serviço de mesa

##### Enchanted Forest
- Be Our Guest Restaurant – um restaurante temático da A Bela e a Fera com refeições com personagens. Localizado dentro do castelo da Fera.

##### Castle Courtyard
- Cinderella's Royal Table – um restaurante temático da Cinderela com refeições com personagens. Localizado dentro do Castelo da Cinderela.

#### Serviços rápidos de alimentação

##### Castle Courtyard
- Pinocchio's Village Haus – serviço rápido especializado em pizza, com temas do filme Pinóquio, da Disney, de 1940.

##### Enchanted Forest
- Cheshire Cafe – nomeado em homenagem ao Gato de Cheshire, personagem do filme da Disney Alice no País das Maravilhas, de 1951. Atualmente patrocinado pela Minute Maid.
- The Friar's Nook – nomeado em homenagem ao personagem Friar Tuck do filme da Disney de 1973, Robin Hood.
- Storybook Treats – um local de serviço rápido de sorvete.
- Prince Eric's Village Market – nomeado em homenagem ao Príncipe Eric do filme da Disney A Pequena Sereia, de 1989.
- Maurice's Popcorn Cart – nomeado em homenagem ao pai de Bela, Maurice, de A Bela e a Fera.
- Gaston's Tavern – nomeado em homenagem a Gaston, de A Bela e a Fera.

### Antigos restaurantes e lanchontes
- Hook's Tavern[19][20][21]
- Enchanted Grove (1983–2011, substituído por Cheshire Cafe)
- Round Table (local atual da Storybook Treats, 1971–1994)
  - Mrs. Potts' Cupboard (1994–2010)
- Lancer's Inn (current site of Friar's Nook, 1971–1986)
  - Gurgi's Munchings and Crunchings (1986–1993)
  - Lumiere's Kitchen (1993–2006)
  - The Village Frye Shoppe (2006–2009)

## Tokyo Disneyland
A Tokyo Disneyland tem duas atrações originais entre os passeios escuros habituais: O Cinderella's Fairy Tale Hall, que apresenta a história da Cinderela em uma atração estilo passeio, e o Pooh's Hunny Hunt, que usa um sistema de passeio sem trilhos. É também a única versão da Fantasyland que ainda apresenta a versão original do Dumbo the Flying Elephant com apenas dez elefantes voadores, enquanto as outras versões da atração têm dezesseis elefantes.
Em 29 de abril de 2015, a The Oriental Land Company revelou uma grande expansão/re-imaginação da área que incluía a adição de áreas baseadas em A Bela e a Fera e Alice no País das Maravilhas. Alice no País das Maravilhas deveria ser o tema de uma nova área que substituiria o atual edifício It's a Small World, que teria sido movido para perto da Space Mountain. No entanto, o plano foi cancelado e substituído por um teatro interno, The Happy Ride with Baymax, uma atração baseada no filme Big Hero 6, de 2014, em Tomorrowland, e uma atração de encontro e saudação com a Minnie Mouse em Mickey's Toontown. Em 19 de setembro de 2019, foi anunciado que a data de abertura dessa área seria 15 de abril de 2020. No entanto, devido à pandemia de COVID-19 no Japão, essa data foi alterada para 28 de setembro de 2020.

### Atrações e entretenimento
- Alice's Tea Party (1986–presente)
- Castle Carrousel (1983–presente)
- Cinderella Castle (1983–presente)
- Cinderella's Fairy Tale Hall (2011–presente)[26]
- Court Jesters Quartet
- Dumbo the Flying Elephant (1983–presente)
- Enchanted Tale of Beauty and the Beast (2020–presente)
- Fantasyland Forest Theatre
  - Mickey's Magical Music World (2021–presente)
- Fantasyland Concert Hall
  - Mickey's PhilharMagic (2011–presente)
- The Haunted Mansion (1983–presente)
  - Haunted Mansion Holiday Nightmare (2004–presente)
- It's a Small World (1983–presente)
- Peter Pan's Flight (1983–presente)
- Pinocchio's Daring Journey (1983–presente)
- Pooh's Hunny Hunt (2000–presente)
- Snow White's Adventures (1983–presente)
- Snow White Grotto (1983–presente)
- The Sword in the Stone

### Antigas atrações e entretenimento
- Skyway (1983–98)
- Fantasyland Concert Hall
  - Mickey Mouse Revue (1983–2009)
- Cinderella Castle Mystery Tour (1986–2006)
- Small World Stage (1983–96)
  - The Kids of the Kingdom (1983–88)
  - Let's Be Friends (1988–89)
  - It's a Musical World (1989–93)
  - Mickey Mouse Club (1993–96)
  - Alice's Wonderland Tales (1995)

### Restaurantes e lanchonetes
- Captain Hook's Galley
- Cleo's
- Magical Market
- Popcorn Wagons
- Queen of Hearts Banquet Hall
- Troubadour Tavern
- Village Pastry
- La Taverne de Gaston
- LeFou's
- Le Petit Popper

### Antigos restaurantes e lanchonetes
- Small World Restaurant (1983–1998)

### Lojas
- Brave Little Tailor Shoppe
- The Glass Slipper
- Kingdom Treasures
- Pleasure Island Candies
- Pooh Corner
- Stromboli's Wagon
- Village Shoppes
  - Bonjour Gifts
  - La Belle Librairie
  - Little Town Traders

### Antigas lojas
- Baby Mine (1983–2018)
- Fantasy Gifts (encerrado em 15 de fevereiro de 2018)

## Disneyland Park (Paris)
A quarta Fantasyland a ser inaugurada foi na França, no Disneyland Park, anteriormente chamado de Euro Disneyland. Com o tema de um vilarejo de contos de fadas, essa terra destaca especificamente as origens europeias do material de origem de muitos filmes de animação da Disney.
Uma atração exclusiva do parque foi Les Pirouettes du Vieux Moulin, uma roda-gigante adicionada à parte de trás do edifício The Old Mill em 1993. O Old Mill, que se assemelha a um moinho de vento holandês e foi inspirado no desenho animado da Disney de mesmo nome, vencedor do Oscar de 1937, era uma característica do parque quando foi inaugurado em 1992, e serve bebidas e lanches. A atração foi fechada no início dos anos 2000, mas a roda e seus oito carros de passageiros semelhantes a baldes foram mantidos no local e decorados sazonalmente. Posteriormente, ela foi reformada, com as caçambas removidas, o prédio do moinho servindo como balcão de lanches e a área da fila como área de encontro e saudação. Passeios e atrações temáticos de A Bela e a Fera, A Pequena Sereia e Ursinho Pooh foram planejados para a Fantasyland na Disneyland Paris desde a inauguração do parque, mas ainda não foram construídos. A atração Ratatouille: L'Aventure Totalement Toquée de Rémy foi originalmente planejada para a Fantasyland, mas foi construída no vizinho Walt Disney Studios Park devido à falta de espaço.

### Atrações e entretenimento
- Alice's Curious Labyrinth (1992–presente)
- Blanche-Neige et les Sept Nains (Snow White's Scary Adventures) (1992–presente)
- Le Carrousel de Lancelot (Lancelot's Carousel) (1992–presente)
- Casey Jr. – Le Petit Train du Cirque (Casey Jr. Circus Train) (1994–presente)
- Le Château de la Belle au Bois Dormant (Sleeping Beauty Castle) (1992–presente)
- Disneyland Paris Railroad – Fantasyland Station (1992–presente)
- Dumbo the Flying Elephant (1992–presente)
- La Galerie de la Belle au Bois Dormant (Sleeping Beauty's  Castle)
- Le Théâtre du Château (The Castle Stage)
- It's a Small World (1992–presente)
- Mad Hatter's Tea Cups (1992–presente)
- Meet Mickey Mouse
- Le Pays de Contes de Fées (Storybook Land Canal Boats) (1994–presente)
- Peter Pan's Flight (1992–presente)
- Princess Pavilion
- La Tanière du Dragon (The Dragon's Lair) (1992–presente)
- Les Voyages de Pinocchio (Pinocchio's Fantastic Journey) (1992–presente)
- The Sword in the Stone

### Antigas atrações e entretenimento
- Les Pirouettes du Vieux Moulin
- Fantasy Festival Stage:
  - Winnie the Pooh and Friends, too! (1998–2008)
- World Chorus

### Restaurantes e lanchonetes
- L'Auberge de Cendrillon
- Au Chalet de la Marionnette
- March Hare Refreshments
- The Old Mill
- Pizzeria Bella Notte
- Toad Hall Restaurant

### Antigos restaurantes e lanchonetes
- Fantasia Gelati

### Lojas
- La Bottega di Geppetto (Gepetto's Shop)
- La Boutique du Château (The Castle Shop)
- La Chaumière des Sept Nains (The Seven Dwarfs' Cottage)
- La Confiserie des Trois Fées (The Three Fairies' Sweet Shop)
- La Ménagerie du Royaume (The Kingdom Menagerie)
- Merlin l'Enchanteur (Merlin the Magician)
- La Petite Maison des Jouets (The Little House of Toys)
- Bo Peep's Farmhouse
- Thumper's Tree
- Sir Mickey's Boutique

## Hong Kong Disneyland
A Hong Kong Disneyland apresenta a marca registrada mais proeminente da Disney, o Castelo dos Sonhos Mágicos, e muitos dos personagens clássicos de contos de fadas da infância de todos encontram suas "casas" aqui, todos têm suas próprias atrações, e o resto da turma fica no Fantasy Gardens, o ponto de encontro para cumprimentos dos personagens.
Em agosto de 2014, a segunda decoração do Pixie Hollow havia se movido para mais perto da Adventureland, e a área que ia até a estação de trem da Fantasyland estava cercada por cercas que escondiam as obras que começaram recentemente para a "Fairy Tale Forest", inaugurada em 17 de dezembro de 2015 como parte da comemoração do 10º aniversário do parque apresentada pela Pandora.
Em 29 de junho de 2023, o parque removeu a Sword in the Stone devido à construção de uma nova estátua de Walt Disney, intitulada "Dream Makers", que estreou em 15 de outubro de 2023, como parte da 100 Years of Wonder Celebration. A estátua imortaliza o momento em que Walt Disney, sentado em um banco e observando suas filhas no Merry-Go-Round no Griffith Park, sonhou com a ideia da Disneyland.

### Atrações e entretenimento
- Cinderella Carousel (2005–presente)
- Dumbo the Flying Elephant (2005–presente)
- Fairy Tale Forest (2015–presente)
- Fantasy Gardens (2005–presente)
- Fantasyland Concert Hall
  - Mickey's PhilharMagic (2005–presente)
- Hong Kong Disneyland Railroad – Fantasyland Station (2005–presente)
- It's a Small World (2008–presente)
- Mad Hatter Tea Cups (2005–presente)
- The Many Adventures of Winnie the Pooh (2005–presente)
- Snow White Grotto (2005–presente)
- The Royal Reception Hall  (2020–presente)
- Storybook Theater
  - Mickey and the Wondrous Book  (2015–presente)
- Castle of Magical Dreams (2020–presente) [31]

### Antigas atrações e entretenimento
- Storybook Theater
  - The Golden Mickeys (2005–15)
- Sleeping Beauty Castle (2005–18)
- The Sword in the Stone (2005–23)

### Restaurantes e lanchonetes
- Clopin's Festival of Foods
- Popcorn, Cotton Candy, Frozen Lollipops Cart
- Royal Banquet Hall
- Small World Ice Cream
- Soya Chicken Leg, Corn on the Cob, Frozen Lollipops Cart

### Lojas
- Bibbidi Bobbidi Boutique
- Enchanted Treasures
- Merlin's Magic Portraits
- Merlin's Treasures
- Pooh Corner
- Storybook Shoppe

## Shanghai Disneyland Park
Inaugurada em 16 de junho de 2016, a Shanghai Disneyland também apresenta uma versão da Fantasyland. O castelo do parque, chamado Castelo Encantado de Contos de Fadas, representa todas as princesas da Disney e é o maior de todos os seis castelos dos parques da Disney. Uma nova atração exclusiva chamada Voyage to the Crystal Grotto, um passeio de barco guiado pelo castelo e pela Fantasyland, também está incluída.

### Atrações e entretenimento
- Alice in Wonderland Maze (2016–presente)
- Bai Ling Storytime
- Castelo Encantado de Contos de Fadas (2016–presente)
- Voyage to the Crystal Grotto (2016–presente)
- Evergreen Playhouse
  - Frozen: A Sing-Along Celebration (2016–presente)
- Hunny Pot Spin
- The Many Adventures of Winnie the Pooh (2016–presente)
- Once Upon a Time Adventure
- Storybook Court
- Peter Pan's Flight (2016–presente)
- Seven Dwarfs Mine Train (2016–presente)

### Restaurantes e lanchonetes
- Fairy Godmother's Cupboard
- Merlin's Magic Recipe
- Pinocchio Village Kitchen
- Royal Banquet Hall
- Tangled Tree Tavern
- Troubadour Treats

### Antigos restaurantes e lanches
- Celebration Cafe (2016–18)

### Lojas
- Be Our Guest Boutique
- Bibbidi Bobbidi Boutique
- Cottage Curios
- Fantasy Faire
- Hundred Acre Goods
- Mickey & Minnie's Mercantile
- Mountainside Treasures